# Coppens d'Eeckenbrugge

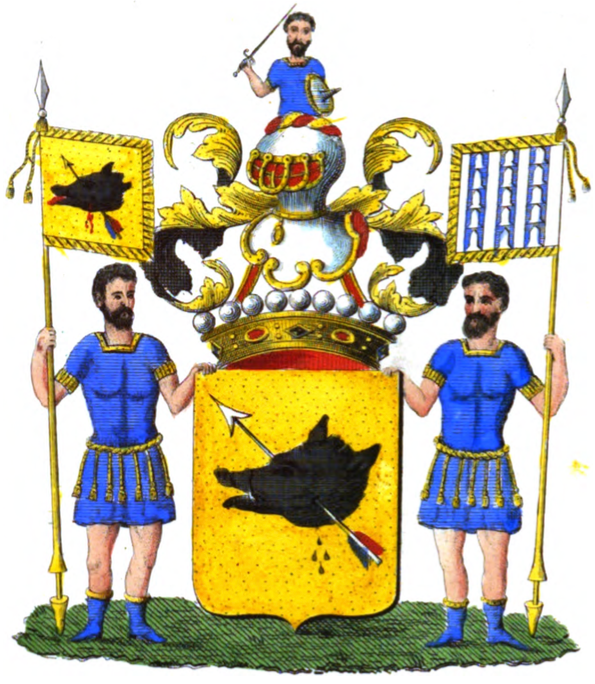
Wapen van de familie Coppens

Coppens was een Zuid-Nederlandse (of Oostenrijks-Nederlandse) adellijke familie en behoort tot de Belgische erfelijke adel.

## Geschiedenis
De bewezen stamreeks begint met Jean Coppens die in 1658 overleed en in Gent werd begraven, tevens eerste vermelding inzake dit geslacht.
In 1766 verleende keizerin Maria-Theresia de titel baron aan Charles-Ferdinand de Coppens, heer van Eeckenbrugge (1727-1774) (heerschap gelegen in de streek van Woumen, bij Diksmuide). In de adelbrieven van 30 november 1766 wordt vermeld dat de stichters van het huis Coppens in Gent gevestigd reeds vóór 1566, leden waren van de magistratuur.

## Genealogie
- César-Ferdinand Coppens, heer van Eeckenbrugge, raadsheer in de provinciale justitieraad van Vlaanderen in Gent (1674-1754).
  - Charles Coppens (1727-1774), heer van Eeckenbrugge, x Marie-Thérèse Melyn (1729-1774).
    - Louis Coppens (zie hierna).
    - Emmanuel Coppens (1769-1820), x Marie-Anne de Norman (overleden in 1814).
      - Charles Coppens (zie hierna).

    - Arnould Coppens (1771-1805), x Rosalie Kervyn (1774-1855).
      - Rosalie Coppens (zie hierna).
      - Théodore Coppens (zie hierna).
      - Prosper Coppens (zie hierna).

## Louis Coppens d'Eeckenbrugge
- Louis Joseph Norbert Benoît Coppens d'Eeckenbrugge (Gent, 16 juli 1760 - Namen, 12 december 1833), voormalig heer van Eeckenbrugge, werd op 14 april 1816 benoemd in de ridderschap van Oost-Vlaanderen onder het Verenigd Koninkrijk der Nederlanden en opgenomen in de erfelijke adel. Hij weigerde deze benoeming in 1818 en ze werd geannuleerd. Op 13 augustus 1823 aanvaardde hij alsnog de erkenning, ditmaal vergezeld van de titel baron, overdraagbaar bij eerstgeboorte. Hij trouwde in Gent in 1788 met Marie-Anne de Norman (1762-1821) en hertrouwde in 1822 in Rochefort met Marie-Jeanne Poncelet (1793-1857). Uit het eerste huwelijk sproten zes kinderen.
  - Emmanuel Coppens d'Eeckenbrugge (Aalst, 21 juli 1792 - Humain, 9 april 1867) trouwde in 1822 met Julienne Poncelet (1795-1879). Hij werd lid van de ridderschap en van de Provinciale Staten van Luxemburg, alsook Belgisch senator. Ze hadden acht kinderen met (talrijke) afstammelingen tot heden. Zij woonden op het kasteel van Humain, thans in het bezit van Princes Lea van België.
    - Emmanuel Coppens d'Eeckenbrugge (1822-1886) verkreeg in 1870 uitbreiding van de baronstitel op alle afstammelingen. Hij trouwde in 1846 met Louise van Ravestyn (1820-1897)Met afstammelingen tot heden.
    - Aloys Coppens d'Eeckenbrugge (1827-1891) verkreeg in 1870 de titel baron voor zichzelf en alle afstammelingen. Hij trouwde in 1854 met Constance de Fabribeckers de Cortils (1832-1909) en ze kregen zes kinderen, met afstammelingen tot heden.
    - Théodore Coppens d'Eeckenbrugge (1828-1896), burgemeester van Walem, verkreeg in 1870 de titel baron voor zichzelf en alle afstammelingen. Met uitzondering van zijn broer Paul die jesuït was, verkregen al zijn broers dezelfde gunst. Théodore trouwde in 1850 met Sophie de Gruytters (1823-1851) en in 1859 met Marie-Françoise van Ravestyn (1832-1900). Uit een eerste bed sproot een dochter en uit het tweede negen kinderen, met afstammelingen tot heden.
    - Alfred Coppens d'Eeckenbrugge (1833-1903) verkreeg in 1870 de titel baron voor zichzelf en alle afstammelingen. Hij trouwde in 1857 met Alix de Pierpont (1838-1915), met afstammelingen tot heden.

  - Louis Coppens d'Eeckenbrugge (1799-1836) was lid van het Nationaal Congres. Hij trouwde met Pélagie de Moreau (1801-1877) en ze hadden een enige dochter.

## Charles Coppens
Charles Marie Ghislain Coppens (Gent, 9 november 1796 - Sint-Joost-ten-Node, 26 november 1874) was lid van het Nationaal Congres en volksvertegenwoordiger. Hij was ook burgemeester van Melle en van Heusden. In 1824, onder het Verenigd Koninkrijk der Nederlanden, werd hij erkend in de erfelijke adel. Hij trouwde in 1819 met Rose Kervyn (1774-1855), weduwe van zijn oom Arnould Coppens met wie zij vier kinderen had.
Charles Coppens hertrouwde in Geel in 1856 met Maria-Theresia Janssens (1808-1892), herbergierster van "De Schild van Turnhout" die twee kinderen had met Melchior Wouters, ondertussen overleden. Noch de familie Coppens, noch de stiefkinderen van Charles Coppens bleken opgetogen met dit huwelijk. Beide huwelijken van Charles bleven kinderloos. Charles adopteerde de kinderen van Maria-Theresia Janssens, Jan en Karel. Zij dragen de familienaam Wouters Coppens. Charles was een goede vriend van Koning Leopold I en beiden namen een belangrijk aandeel in de ontginning van de Geelse Aard. Charles Coppens woonde op het kasteel "Het Steen" te Elewijt, ook Rubenskasteel genoemd naar zijn beroemde kasteelheer.

## Rosalie Coppens
Rosalie Coppens (Gent, 30 september 1797 - Olsene, 26 juli 1841) werd in 1824 in de adel erkend. Ze trouwde in Heusden in 1827 met Eugène Piers de Raveschoot (1783-1837), senator.

## Théodore Coppens
Théodore Joseph Ghislain Coppens (Gent, 22 december 1798 - 4 maart 1880) werd in 1824 erkend in de erfelijke adel. Hij trouwde in 1832 met Nathalie Kervyn (° 1798). Het echtpaar bleef kinderloos.

## Prosper Coppens
Prosper Alphonse Ghislain Coppens (Gent, 30 oktober 1801 - 15 mei 1870) werd jezuïet en docent theologie in Fribourg, Rome, Leuven en Gent. Hij was rector van het Sint-Jozefscollege in Aalst en provinciaal van de Belgische provincie van zijn orde. Hij werd in 1825 erkend in de erfelijke adel.

## Exclusiviteit
Coppens is een familienaam gedragen door zowat 11.000 Belgen. Enkel de afstammelingen van Charles-Ferdinand de Coppens, heer van Eeckenbrugge, dragen de naam Coppens d'Eeckenbrugge, met de titel baron of barones en met het voeren van het hier afgebeelde wapen. Een vonnis van de rechtbank van eerste aanleg van Brussel veroordeelde het misbruik van de titel van baron door Karel Wouters Coppens, geadopteerde zoon van Charles Coppens. Burgerlijke partijen waren "les barons Coppens". De familie Coppens werd opgenomen in de Belgische adel op basis van buitenlandse adelsbrieven. De rechtbank motiveerde zijn vonnis onder meer hierop en wijst op het feit dat de Pruisische wet inzake adoptie geen draagvlak heeft in de Belgische wet. Karel Wouters Coppens werd veroordeeld, maar sinds hij zijn goede trouw kon bewijzen, kreeg hij een milde straf: 1 frank schadevergoeding voor elk van de burgerlijke partijen. Indien hij dit niet zou betalen, zou hij 2 maand gevangenisstraf krijgen.